# Weilburger Lahntalgebiet
Das Weilburger Lahntalgebiet ist eine naturräumliche Haupteinheit innerhalb des Gießen-Koblenzer-Lahntals zwischen der Stadt Leun und dem Villmarer Ortsteil Aumenau. Es umfasst neben dem flussabwärts canonartig eingetieften Untertal des Flusses auch noch die begleitenden flachwelligen Verebnungen, welche die Trogfläche des Lahntals bilden.

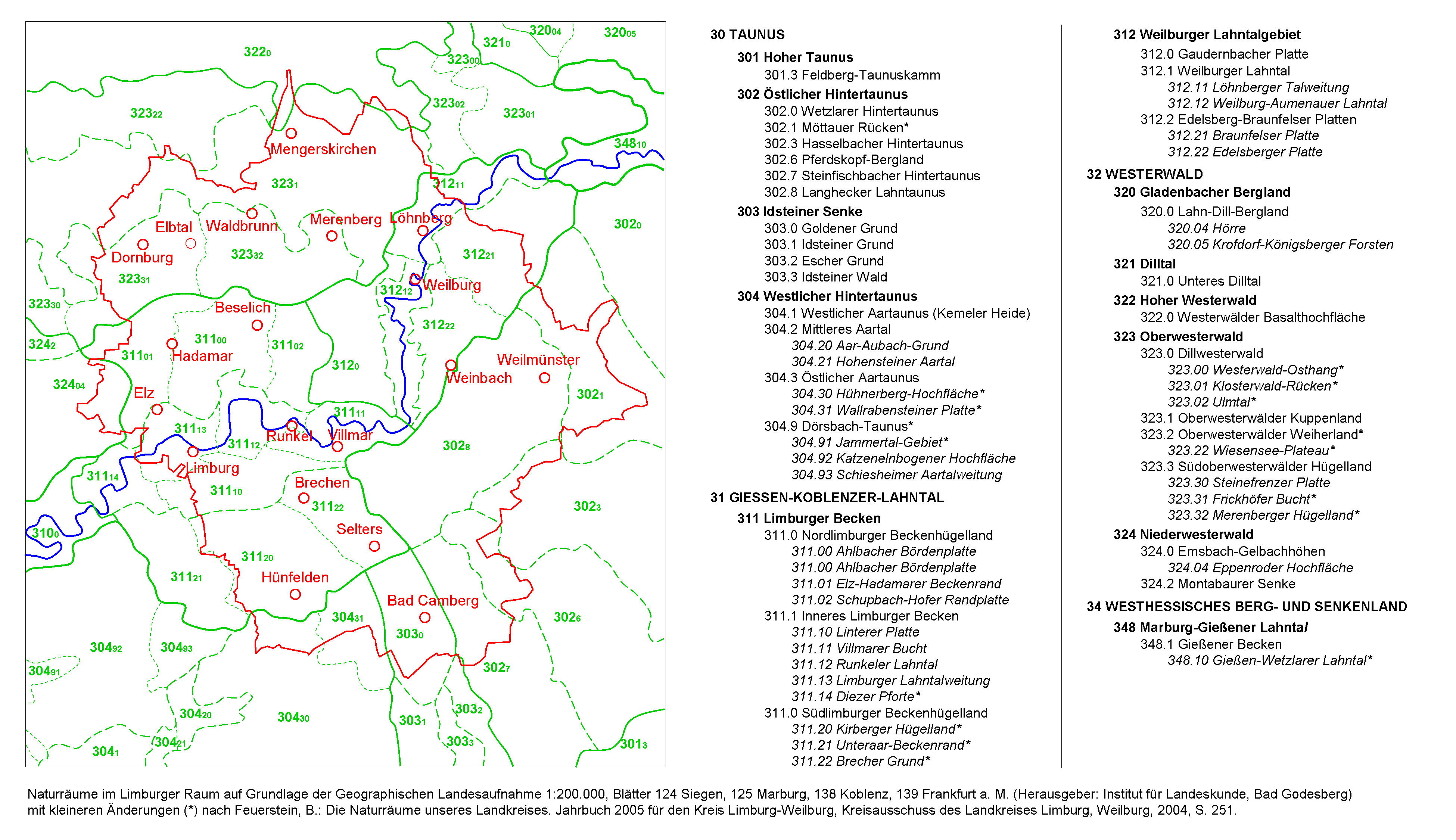
Naturräume im Limburger Raum (Landkreis Limburg-Weilburg)

## Beschreibung
Zwischen Taunus und Westerwald ist hier eine etwa 8 km breite, flachwellige Verebnung ausgebildet, die kaum 300 m Höhe überschreitet. In diese hat sich das Weilburger Lahntal 60 bis 80 m tief eingesenkt. Dessen oberer Abschnitt verläuft als Löhnberger Talweitung am nordwestlichen Rand des Gebietes und ist tektonisch angelegt, wovon die aus den Bruchzonen entspringenden Mineralquellen im Raum Biskirchen/Selters zeugen. Das relativ breite Sohlental zeigt hier ein asymmetrisches Profil mit offenen Terrassenfluren nördlich und westlich der Lahn, denen steile, bewaldete Hänge gegenüberstehen. Im folgenden Weilburg-Aumenauer Lahntal wendet sich der Fluss mit den beiden Schlingen von Weilburg und Kirschhofen nach Süden, bis er am Flussknie von Aumenau die Villmarer Bucht erreicht und nach Westen in das Limburger Becken eintritt. Die Trogfläche wird von diesem engen und steilhängigen Untertal in die westlich des Flusses gelegene Gaudernbacher Platte und die gegenüber liegenden Edelsberg-Braunfelser Platten zerschnitten. Im Untergrund findet sich der komplizierte Faltenbau der geologischen Lahnmulde mit verbreiteten vulkanischen Gesteinen (Keratophyr, Diabas, Schalstein), Streifen von Schiefern und Massenkalken (Lahnmarmor, Kubacher Kristallhöhle) nebst Eisensteinlagern. Die Braunfelser Platte trägt auf ärmeren Böden mehr Waldbedeckung, während sich auf der etwas tiefer gelegenen Edelsberger Platte bei teilweiser Lößbedeckung stärkere Ackernutzung findet, so z. B. auf dem flachen Landrücken zwischen Lahn und Weinbach. Gleiches gilt für die entsprechenden Teile der Gaudernbacher Platte. Wald findet sich auf flachgründigen Böden der Höhenrücken (z. B. Runkeler Wald) und Talhänge. Klimatisch steht das Gebiet wegen seiner recht tiefen Lage dem Limburger Becken näher als den kühleren und feuchteren Hochflächen von Westerwald und Taunus.